# Richard Schechner
Richard Schechner, född 1934, är en amerikansk teaterregissör och professor i performancestudier.

## Biografi
Richard Schechner tog en Bachelor of Arts vid Cornell University 1956, en master degree vid University of Iowa och blev filosofie doktor vid Tulane University 1962. 1962-1969 och från 1986 är han redaktör för tidskriften The Drama Review. 1963-1965 arbetade han som regissör vid Free Southern Theater i New Orleans och 1964 var han med om att starta New Orleans Group där han stannade som regissör till 1967, då han blev han professor vid Tisch School of the Arts vid New York University där han var en av grundarna av performancestudier. Samma år grundade han teatergruppen The Performance Group i SoHo i New York som han sedan ledde till 1980. 1992 grundade han teatergruppen East Coast Artists som han var konstnärlig ledare för till 2009.
På 1960-talet initierade han en diskussion om interkulturell teater utifrån sociologiska och antropologiska infallsvinklar. Han har flera gånger lett seminarier vid Odin Teatret i Holstebro på Jylland. Inom ramen för performancestudier har han undersökt förhållandet mellan ritual och teater. Med Performance Group utvecklade han en egen form av totalteater som bröt den fjärde väggen och involverade åskådarna i föreställningarna. Bland uppsättningar han regisserat kan nämnas Dionysus in 69 1968, baserad på Euripides Backanterna, Sam Shepards The Tooth of Crime 1972, Bertolt Brecht Mother Courage and Her Children (Mor Courage och hennes barn) 1975, Seneca den yngres Oedipus 1977, Jean Genets The Balcony (Balkongen) 1979 och William Shakespeares Hamlet 1999. Han har även regisserat i New Delhi, Shanghai, Taipei, Wrocław och Grahamstown i Sydafrika.